# Кливленд (Тексас)
Кливленд (енгл. Cleveland) град је у америчкој савезној држави Тексас. По попису становништва из 2010. у њему је живело 7.675 становника.

## Демографија
Према попису становништва из 2010. у граду је живело 7.675 становника, што је 70 (0,9%) становника више него 2000. године.
| Група             | 2000.         | 2010.         |
| Белци             | 3.842 (50,5%) | 3.510 (45,7%) |
| Афроамериканци    | 2.063 (27,1%) | 1.845 (24,0%) |
| Азијати           | 45 (0,6%)     | 101 (1,3%)    |
| Хиспаноамериканци | 1.560 (20,5%) | 2.131 (27,8%) |
| Укупно            | 7.605         | 7.675         |